# Нил Столбенски
Преподобни Нил Столбенски (рус. Нил Столобенский) је руски светитељ с краја XV века.
Рођен је у једном селу Новгородске области. Рано се замонашио у манастиру Крипецки у Псковској области. Из манастира одлази у шумовиту пустињу Ржевског округа, близу реке Черемхе. Тамо је проводио време у молитви, посту и тиховању.
Касније одлази на острво на језеру Селигеру, удаљеном седам километара од града Осташкова, у Тверској области. Тамо је подигао себи келију и малу цркву где је наставио свој молитвени и испоснички живот. Тако је живео двадесет седам година. Пред своју смрт ископао је себи раку и ставио у њу мртвачки сандук, и сваки дан је одлазио на свој гроб и плакао над њим молећи за опрост својих грехова.
Умро је 7. децембра 1554. године.
Православна црква прославља преподобног Нила 7. децембра по јулијанском календару.
На месту где је преподобни Нил сахрањен подигнут је 1594. православни мушки манастир Нилова испосница.